# بورودیانکا
بورودیانکا (اوکراینی: Бородянка) یک سکونتگاه شهری در بوچا رایون در استان کیف (ابلاست) اوکراین است. این شهر مرکز اداری بورودیانکا رایون پیشین بود. بر اساس سرشماری سال ۲۰۰۱، جمعیت آن ۱۲۵۳۵ نفر بوده‌است.
این شهر بر روی رودخانه زدویژ که از شاخه‌های رودخانه تتریف است، قرار دارد.